# Prunus × yedoensis
Prunus × yedoensis (Sinonimia Cerasus × yedoensis), "Somei-yoshino" o cerezo Yoshino (en japonés: 染井吉野 ソメイ ヨシノSomei Yoshino) es un cerezo híbrido entre Prunus speciosa (Oshima zakura) como planta padre y Prunus pendula f. ascendens (Sinonimia Prunus itosakura, Prunus subhirtella var. ascendens, Edo higan) como madre. Es un híbrido nacido en Japón y uno de sus cultivares de cerezo más populares, además de ser uno de los más plantados actualmente en regiones templadas. "Somei-yoshino" es el clon de un árbol y se propaga por injerto a todo el mundo. Este híbrido hereda la característica del Edo higan de que las flores florezcan antes de que aparezcan las hojas. También hereda las características del Oshima zakura, que crece rápidamente y tiene flores blancas desde joven. Estas características se ven favorecidas y se han convertido en una de las variedades más populares de cerezos.
Uno de los lugares donde P. × yedoensis crece de forma silvestre es alrededor del paso de Funabara en la península de Izu, que está cerca del lugar de nacimiento de su especie paterna, el cerezo Oshima. El P. × yedoensis silvestre en el área y el cultivar desarrollado a partir de ella se llaman "Funabara-yoshino".

## Nombres

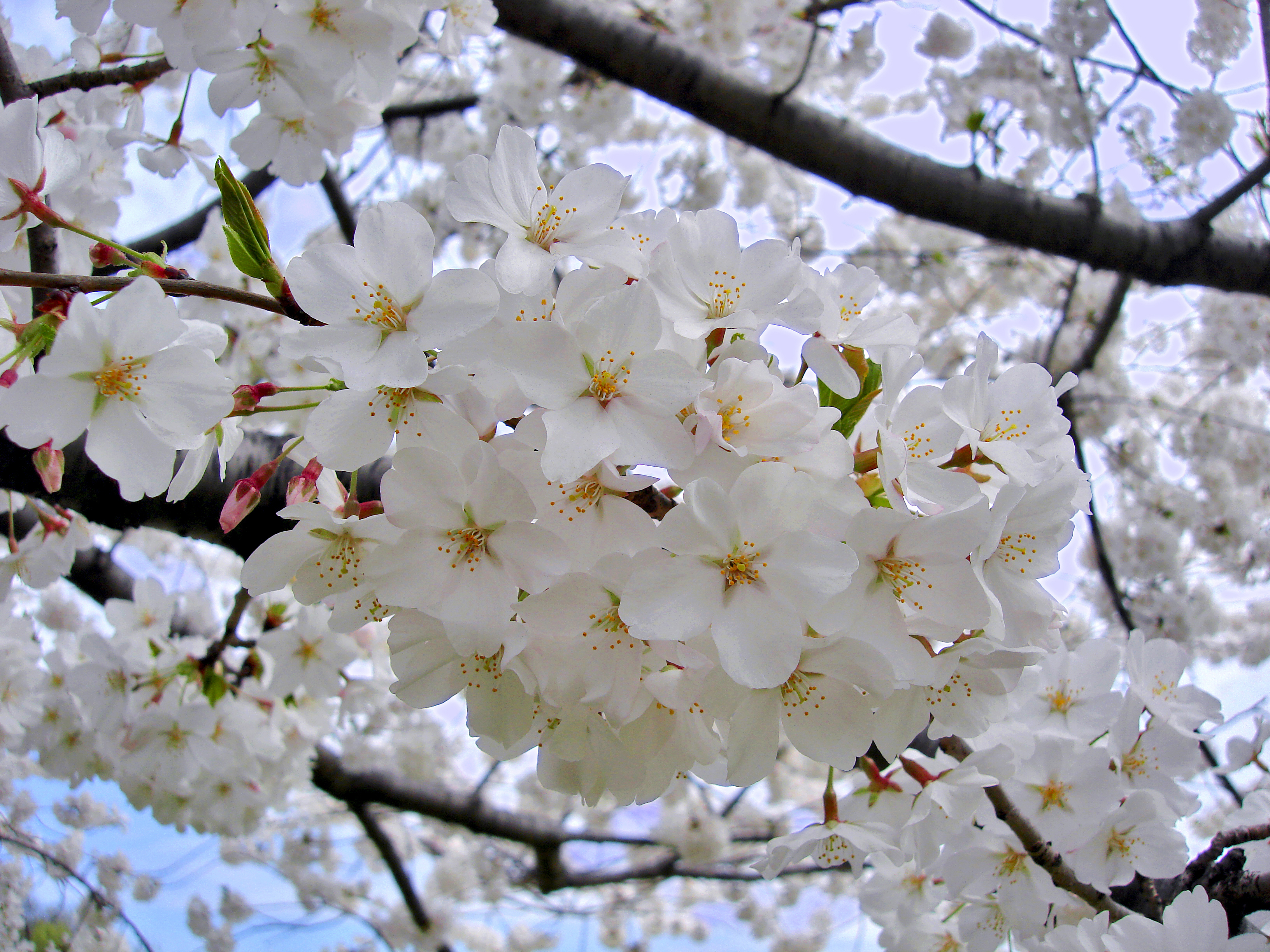
Cerezo Yoshino en Cuenca Tidal.

En 1900, Yorigana Fujino le dio al cerezo Yoshino el nombre "Somei-yoshino" por el famoso lugar de cultivo, la aldea Somei (actual Toshima) y el famoso lugar de Prunus jamasakura, el Monte Yoshino. En 1901, Jinzō Matsumura le dio al Yoshino el nombre científico Prunus yedoensis. Sin embargo, después de que Ernest Henry Wilson sugirió que el Yoshino es un híbrido entre Prunus subhirtella var. ascendens (Edo higan) y Prunus lannesiana (Oshima zakura) en 1916, el cerezo Yoshino pasó a llamarse Prunus × yedoensis. En cuanto a la cereza nativa de Corea llamada King cherry, que recibió el nombre científico de Prunus yedoensis var. nudiflora por el botánico alemán Bernhard Adalbert Emil Koehne en 1912 sigue llamándose Prunus yedoensis.
El cerezo Yoshino no tiene nombre científico de cultivar porque es el cultivar original de esta especie híbrida Prunus × yedoensis. Se propone un nuevo nombre, "Somei-yoshino" de acuerdo con otros cultivares de Prunus × yedoensis.

## Descripción

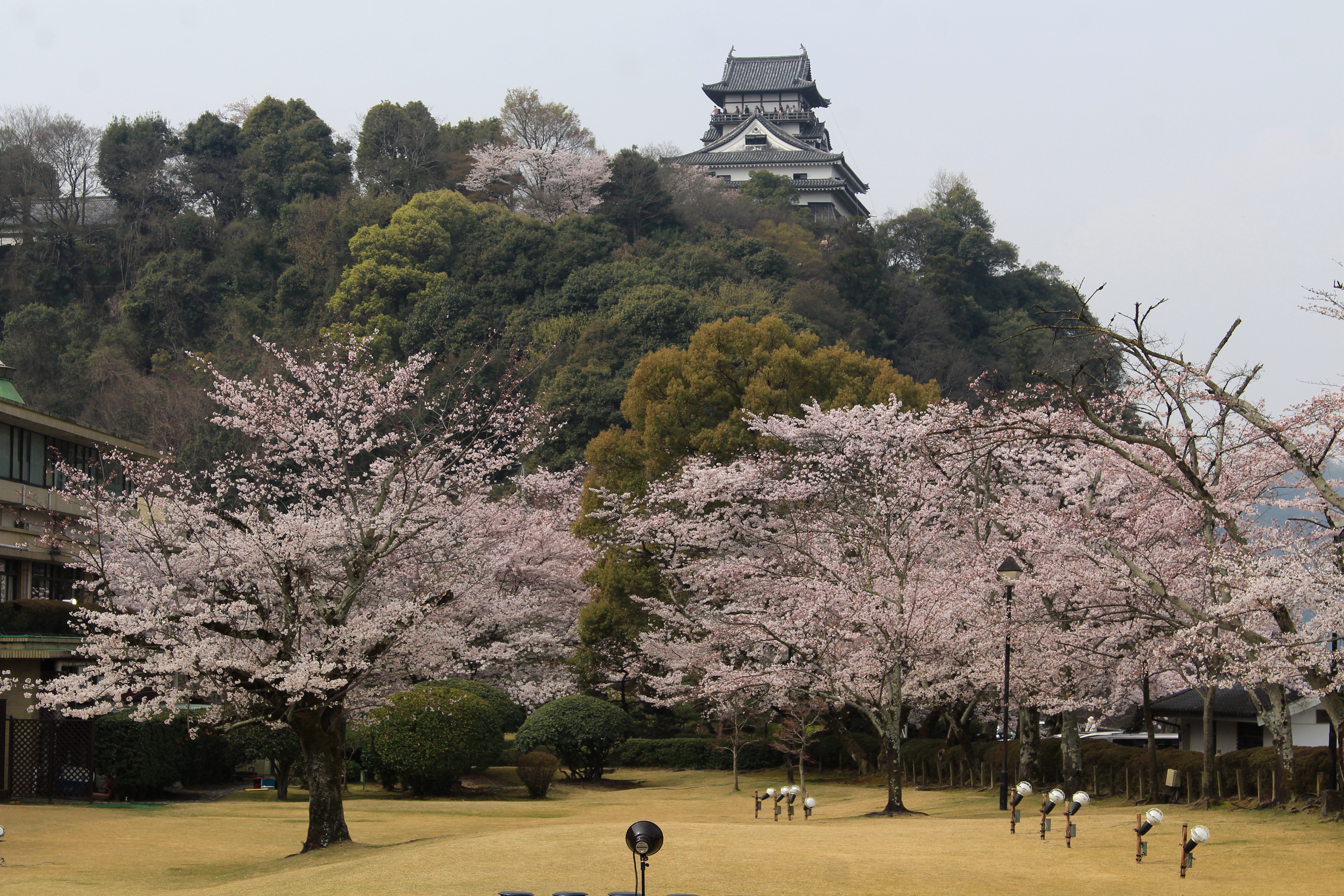
Torre del castillo de Inuyama y cerezo en Inuyama, prefectura de Aichi, Japón.

El prunus × yedoensis es un pequeño árbol caducifolio que crece hasta los 5 a 12 metros (raramente a 15 metros) en la madurez. Crece bien en las zonas de rusticidad 5-8, y crece bien a pleno sol y en suelos húmedos pero bien drenados. Las hojas están dispuestas alternativamente, aproximadamente de 6 a 15 centímetros de largo y de 4 a 7 centímetros de ancho, con un margen dentado; a menudo tienen un tono bronce cuando recién emergen, y se vuelven de color verde oscuro en verano.
Las flores emergen antes que las hojas a principios de la primavera; son fragantes, de 3 a 3,5 centímetros de diámetro, con cinco pétalos de color blanco o rosa pálido. Las flores crecen en grupos de cinco o seis.
El fruto, una cereza pequeña, es una drupa 8 a 10 milímetros de diámetro; son una fuente importante de alimento para muchas aves pequeñas y mamíferos, incluidos petirrojos y tordos. Aunque la fruta contiene poca pulpa, contiene mucho jugo rojo concentrado que puede manchar la ropa y los ladrillos. La fruta es sólo ligeramente dulce para el paladar humano.

## Cultivo

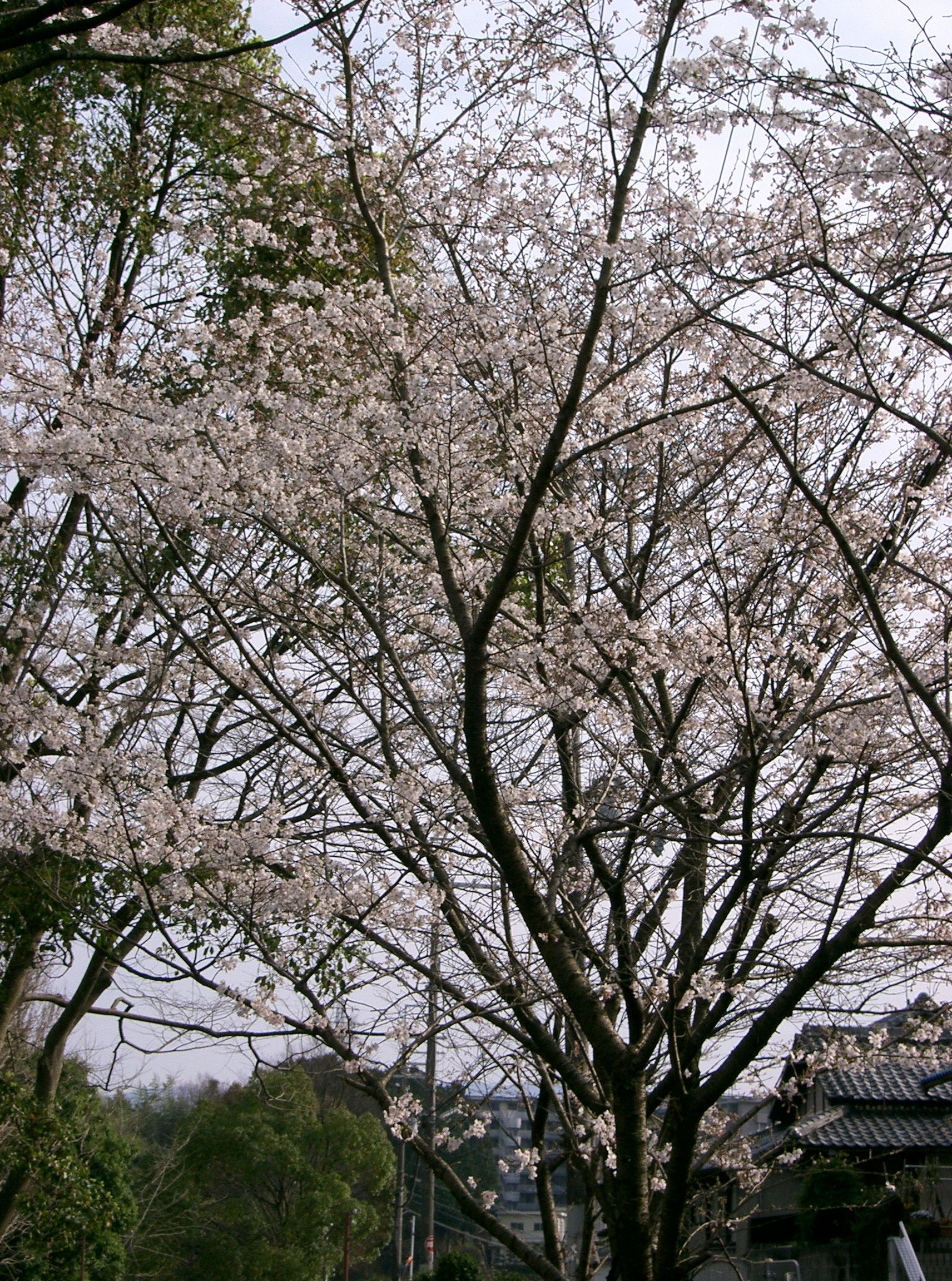
Vista del árbol

Con sus flores fragantes de color rosa claro, tamaño manejable y forma elegante, el Yoshino se usa a menudo como árbol ornamental. Se han seleccionado muchos cultivares; ejemplos notables incluyen "Akebono" (o "América" en Japón), "Ivensii" y "Shidare Yoshino".
Desde el período Edo hasta el comienzo del período Meiji, los jardineros y artesanos que hicieron la aldea de Somei en Edo (ahora Komagome, barrio de Toshima, Tokio) cultivaron somei yoshino. Primero los ofrecieron como Yoshino zakura, pero en 1900, el Dr. Fujino los renombró someiyoshino. Esto a veces se traduce como "Somei-Yoshino".
El cerezo Yoshino se introdujo en Europa y América del Norte en 1902. El Festival Nacional de los Cerezos en Flor es una celebración de primavera en Washington D. C., que conmemora el regalo de 1912 de cerezos japoneses de Tokio a la ciudad de Washington. Se plantan en el parque Cuenca Tidal. En High Park se plantaron varios de los 2.000 cerezos japoneses entregados a los ciudadanos de Toronto por los ciudadanos de Tokio en 1959. Pilgrim Hill en el Central Park de la ciudad de Nueva York es popular por sus arboledas de cerezos Yoshino de flores pálidas que florecen en la primavera.

## Especies parentales

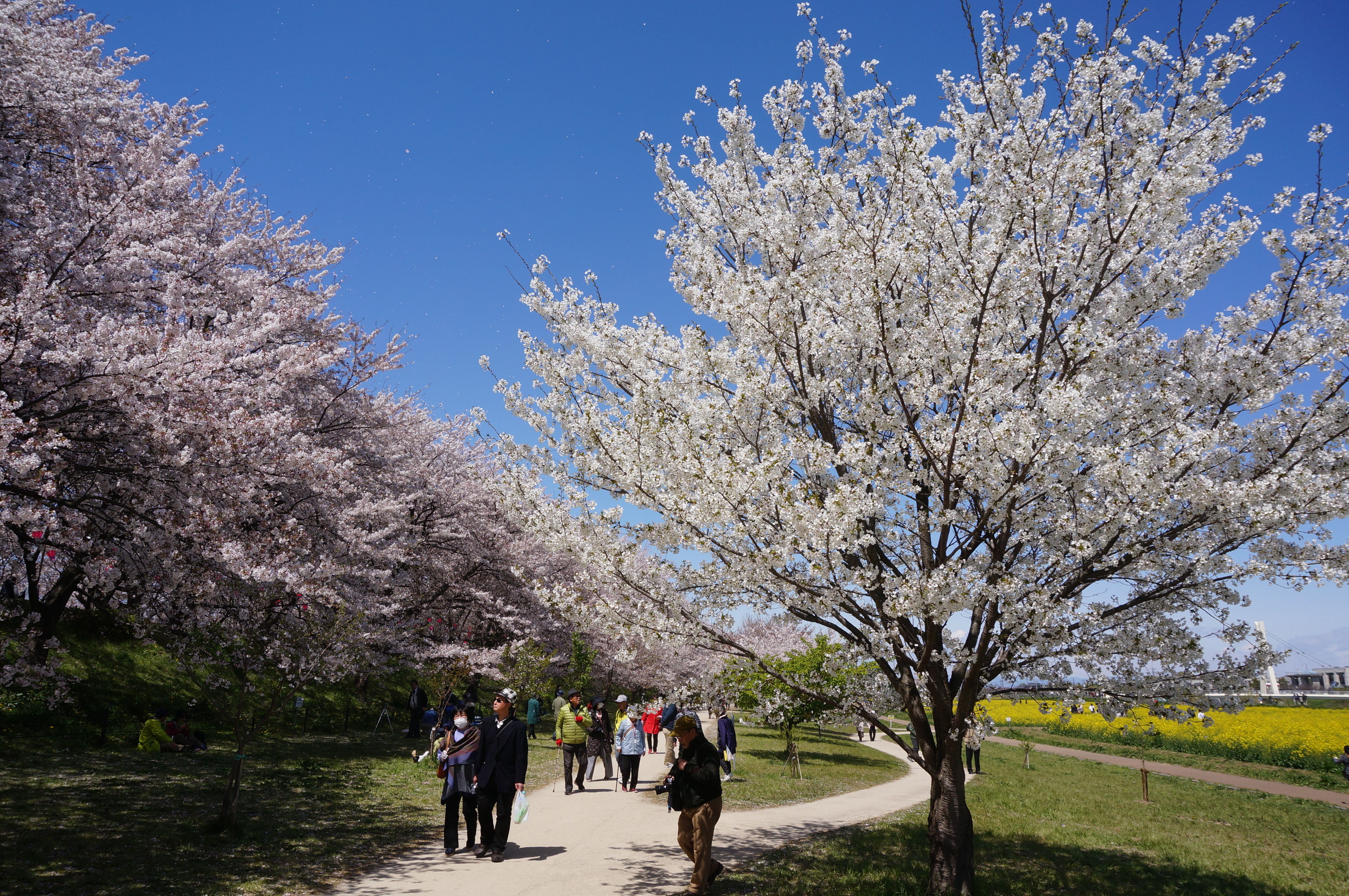
Prunus speciosa (Oshima zakura) es la especie paterna de la cereza Yoshino. Cerezo Yoshino (izquierda) y cerezo Oshima (Derecha).

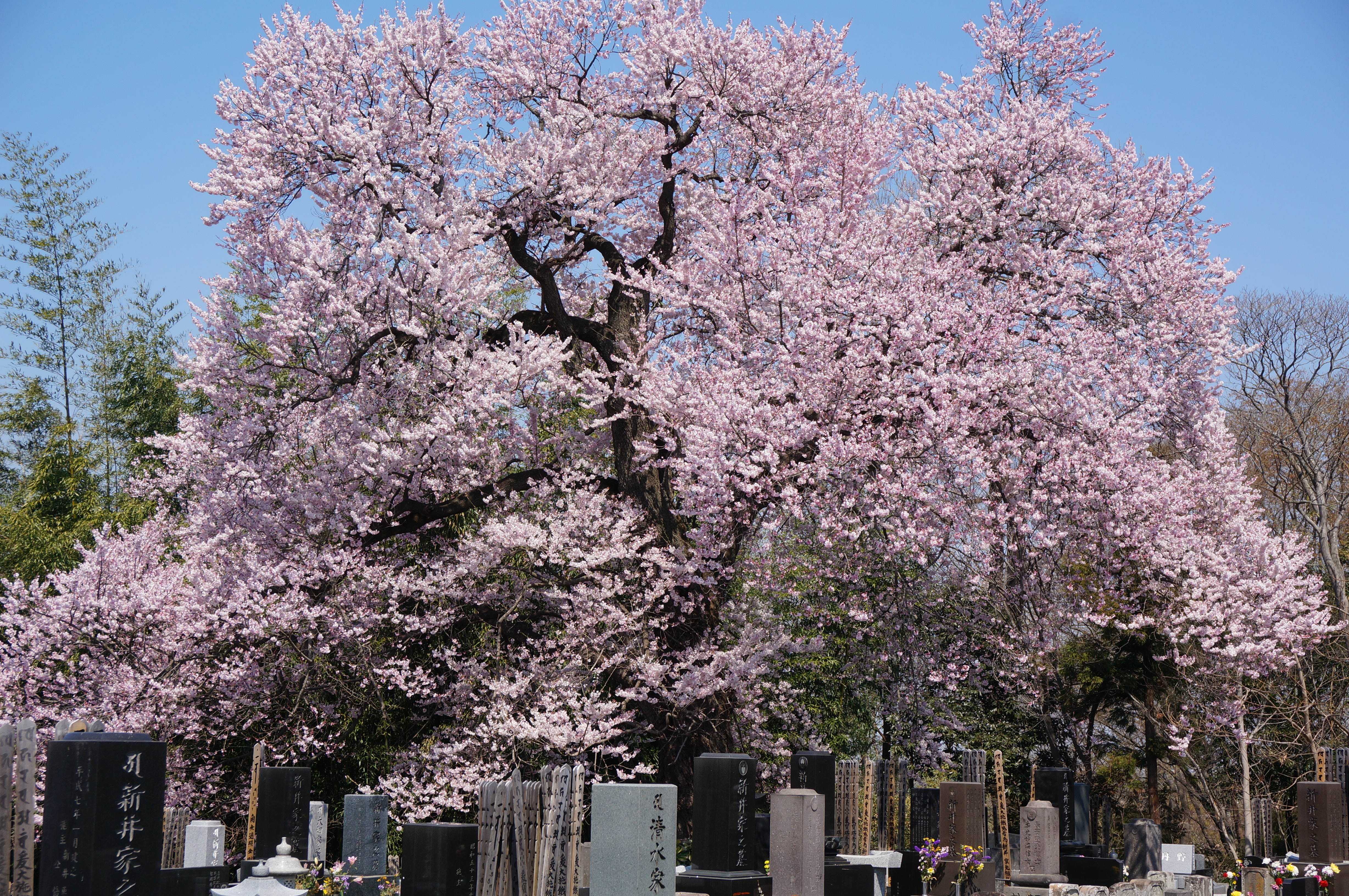
Prunus pendula f. ascendens (sin, Prunus itosakura, Prunus subhirtella var. ascendens, Edo higan) es la especie materna del cerezo Yoshino.

La mayoría de los estudios muestran que el cerezo Yoshino ("Somei-yoshino") es un híbrido entre Prunus speciosa (Oshima zakura) y Prunus pendula f. ascendens (Sinonimia: Prunus itosakura, Prunus subhirtella var. ascendens, Edo higan).
- En 1916, Ernest Henry Wilson concluyó que el Yoshino es un híbrido entre Prunus subhirtella var. ascendens Wilson (Edo higan) y Prunus lannesiana Wilson (Oshima zakura). Tiene muchos caracteres de este último y en su venación, pubescencia y forma de la cúpula se asemeja al primero[12]
- En 1963, Takenaka asumió que el Yoshino es un híbrido entre Prunus lannesiana var. speciose (Oshima zakura) y Prunus subhirtella var. pendula forma ascendens (Edo higan) .[21]
- En 1986, Takafumi Kaneko et al. llevó a cabo un análisis de endonucleasas de restricción en ctDNA de cloroplasto. El cerezo Yoshino no mostró variación entre plantas de ctDNA y tenía el mismo ctDNA que P. pendula (Edo higan), a diferencia de P. lannesiana (Oshima zakura) por un único sitio de restricción HindIII. Estos hallazgos sugieren que P. pendula es la madre de P. yedoensis.[22]
- En 1995, Hideki Innan et al. llevó a cabo un estudio de huellas dactilares de ADN utilizando diferentes tipos de sondas, secuencia repetida M13 y oligonucleótido sintético (GACA) 4 y concluyó que el Yoshino se produjo solo una vez a través de la hibridación entre Prunus lannesiana (Oshima zakura) y Prunus pendula (Edo higan) y que este híbrido en particular se ha extendido vegetativamente por todo Japón.[5]
- En 2014, Shuri Kato et al. llevó a cabo un análisis molecular usando polimorfismos de repetición de secuencia simple nuclear (SSR) para rastrear los orígenes de los cultivares y el agrupamiento bayesiano basado en el análisis de ESTRUCTURA usando genotipos SSR, revelando que el cerezo Yoshino es un híbrido entre Prunus pendula f. ascendens (Edo higan) y Prunus lannesiana var. speciosa (Oshima zakura) aunque también hubo una asociación pequeña y no significativa con Prunus jamasakura. La proporción de cada especie es Edo higan 47%, Oshima zakura 37% y jamasakura 11%.[23]
- En 2015, Ikuo Nakamura et al. analizaron las secuencias del intrón 19 y el exón 20 de PolA1. Una de las dos secuencias del exón 20 encontradas en el cerezo Yoshino era la misma que la de P. pendula (Edo higan), mientras que la otra secuencia se compartió con varios taxones en siete especies silvestres, incluida P. jamasakura (Yamazakura) y P. lannesiana (Oshima zakura). El Yoshino contenía dos haplotipos diferentes de las secuencias del intrón 19; uno era el mismo que el de Oshima zakura. Mientras que otro haplotipo de cerezo Yoshino era diferente al de Edo higan por dos SNP pero idéntico a uno de los dos haplotipos de P. pendula "Komatsuotome", que es un cultivar de Edo higan. Estos resultados indicaron que el Yoshino probablemente se originó por la hibridación de cultivares derivados de Edo higan y Oshima zakura.[24]

## Debate sobre su origen
- En 1908, un misionero francés Taquet descubrió un cerezo nativo en las islas de Jeju, Corea, y en 1912 un botánico alemán Koehne le dio el nombre científico de Prunus yedoensis var. nudiflora.[25] Aunque esta especie llamada Eishu zakura es una variación del Yoshino ("Somei-yoshino"), desde entonces se tergiversó que la cereza Yoshino crecía naturalmente en la isla de Jeju.[26]
- En 1933, el botánico japonés Gen"ichi Koizumi reportó que el cerezo Yoshino se originó en la isla de Jeju, Corea del Sur.  Los coreanos afirmaron que los japoneses robaron la cereza Yoshino de Corea del Sur en el momento de la anexión japonesa de Corea.
- En 1962, Yo Takenaka descartó la posibilidad de origen coreano mediante el estudio morfológico.[21][27]
- En 1995, se utilizó la tecnología de huellas dactilares de ADN para concluir que el Yoshino se cultivaba en muchas partes de Japón con el nombre de Prunus × yedoensis y que se propaga clonalmente a partir de la misma descendencia híbrida de Prunus lannesiana (Oshima zakura) y Prunus pendula (Edo higan),[5] que confirma la conclusión de 1991 de Iwasaki Fumio de que el Prunus × yedoensis se originó alrededor de 1720-1735 por cruzamiento artificial de estas especies en Edo (Tokio).[28] Oshima zakura es una especie endémica que se encuentra solo alrededor de las islas Izu, en las penínsulas de Bōsō e Izu, no alrededor de la península de Corea.[29][30]
- En 2007, un estudio sobre la comparación del Yoshino japonés y la Prunus x nudiflora (King Cherry) coreana, concluyó que los árboles nativos de estos dos lugares pueden clasificarse como especies distintas.[15] Se confirmó que la afirmación de Corea del Sur era falsa.
- En 2016, el análisis filogenético de los datos de nrDNA ITS y el análisis de la red de haplotipos de cpDNA sugirieron que hay orígenes independientee entre King cherry y yoshino cherry.[31]
- En 2016, un nuevo nombre científico Cerasus × nudiflora se le dio a King cherry para distinguirla del cerezo Yoshino (Prunus × yedoensis).[32]

## Otros cultivares
Prunus × yedoensis tiene muchos cultivares además de "Somei-yoshino" (cerezo Yoshino).
- "Amagi-yoshino" (天 城 吉野)

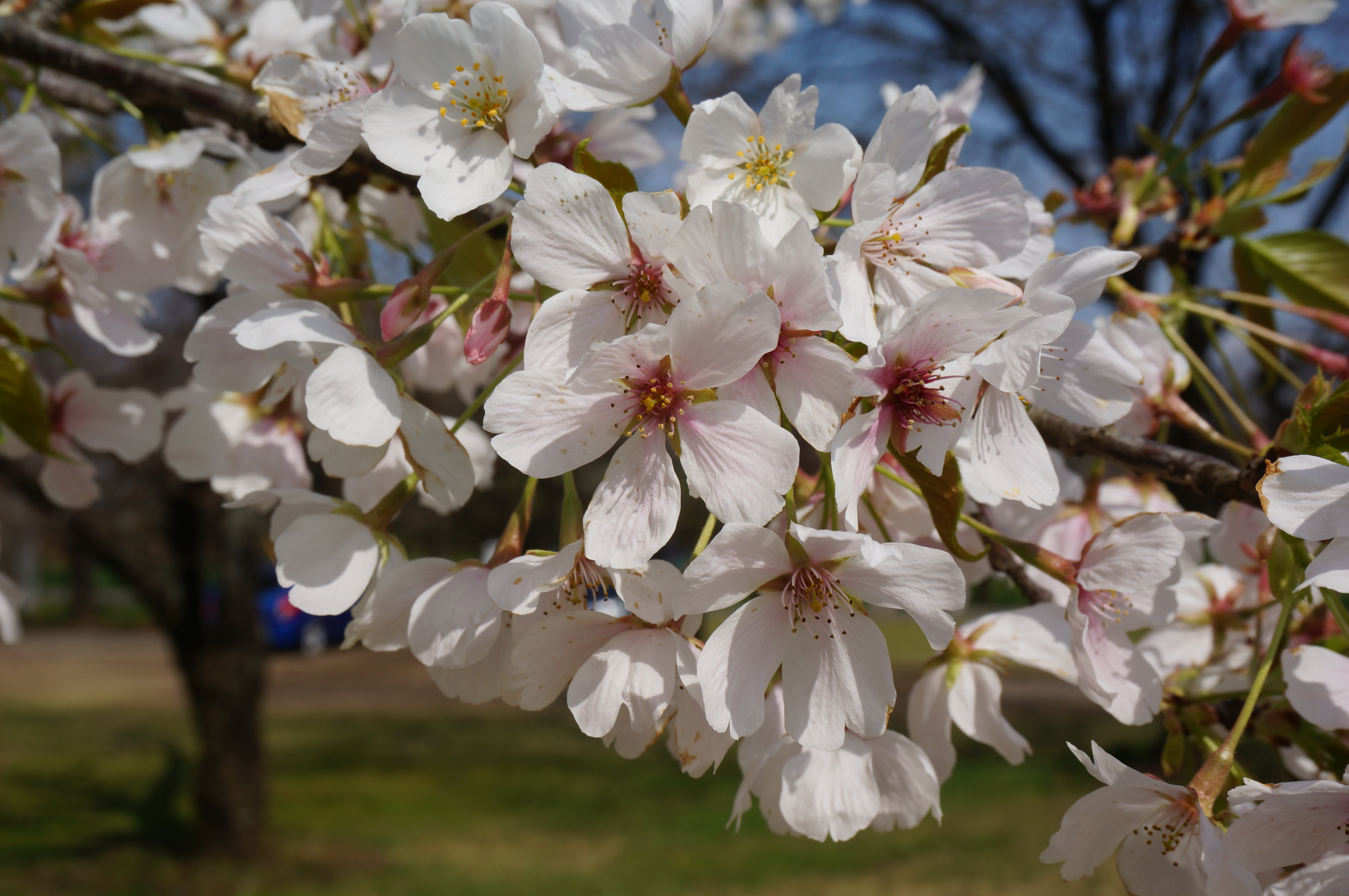
"Mikado-yoshino". (御 帝 吉野) Es un cultivar desarrollado por Yō Takenaka en el curso de una investigación que investiga el origen de "Somei-yoshino" y tiene pétalos más grandes que el "Somei-yoshino".

- "América" (ア メ リ カ) (o "Akebono" en los EE. UU. )
- "Candida" (薄 毛 大 島, Usuge-oshima)
- "Funabara-yoshino" (船 原 吉野)
- "Hayazaki-oshima" (早 咲 大 島)
- "Izu-yoshino" (伊豆 吉野)
- "Kichijouji" (吉祥寺)
- "Kurama-zakura" (鞍馬 桜)
- "Mikado-yoshino" (御 帝 吉野)
- "Mishima-zakura" (三島 桜)
- "Morioka-pendula" (盛 岡 枝 垂, Morioka-shidare)
- "Naniwa-zakura" (浪 速 桜)
- "Pendula" (枝 垂 大 臭 桜), Shidare-ookusai-zakura
- "Perpendens" (枝 垂 染 井 吉野, Shidare-somei-yoshino)
- "Pilosa" (毛 大 島 桜, Ke-oshima-zakura)
- "Sakabai" (仙台 吉野, Sendai-yoshino)
- "Sakuyahime" (咲 耶 姫)
- "Sasabe-zakura" (笹 部 桜)
- "Shouwa-zakura" (昭和 桜)
- "Somei-higan" (染 井 彼岸)
- "Somei-nioi" (染 井 匂)
- "Sotorihime" (衣 通 姫)
- "Suruga-zakura" (駿 河 桜)
- "Syuzenzi-zakura" (修善 寺 桜)
- "Waseyoshino" (早 生 吉野)
- "Somei-beni" (染 井 紅)